# آندره‌آ (فیلم)
«آندره‌آ» (انگلیسی: Andrea) یک فیلم موزیکال محصول آرژانتین به کارگردانی Yoland Dias است که در سال ۱۹۷۳ منتشر شد.